# Billy Talent
Billy Talent är ett kanadensiskt punkrockband, bildat 1993 i Mississauga, Ontario, nu bosatta i Toronto. 
Från början hette bandet Pezz men bytte namn 1999. Namnet "Billy Talent" är inspirerat av gitarristen Billy Tallent (Callum Keith Rennie) i romanen och filmen Hard Core Logo. Under sin Europaturné 2007 gjorde bandet sin första spelning i Sverige, på en i stort sett fullsatt arena, Fryshuset i Stockholm, den 1 mars. De spelade också på Hultsfredsfestivalen 14 juni och på Pier Pressure i Göteborg 1 juli 2007. 
Billy Talent spelade en ny låt, "Turn Your Back", under sin spelning på Norwegian Wood Festival. De släppte låten på Svenska Itunes 15 september 2008. Alla bandets intäkter från singeln går till Röda korset.  Bandets fjärde studioalbum, det tredje under namnet Billy Talent, gavs ut i juli 2009. Albumet är producerat av Brendan O’Brien (tidigare AC/DC och Stone Temple Pilots) och en video till första singeln "Rusted From the Rain", regisserad av Wayne Isham (tidigare Metallica, Bon Jovi, Avenged Sevenfold), är klar samt videon till deras andra singel "Devil On My Shoulder".
Billy Talent spelade på Peace and Love-festivalen i Borlänge 2 juli 2010 samt på Berns i Stockholm 18 juni 2012 och Brew House i Göteborg den 20 juni 2012.

## Medlemmar
- Benjamin Kowalewicz – sång (1993–)
- Ian D'Sa – gitarr, keyboard, sång (1993–)
- Jonathan Gallant – basgitarr, bakgrundssång (1993–)
- Aaron Solowoniuk – trummor, percussion (1993–; paus 2016–)
- Jordan Hastings – trummor, percussion (2016–)

## Diskografi

### Studioalbum
| År   | Titel             | Listplaceringar | Listplaceringar | Listplaceringar | Listplaceringar | Listplaceringar | Listplaceringar | Information                   |
| År   | Titel             | SWE             | NOR             | GER             | UK              | US              | CAN             | Information                   |
| ---- | ----------------- | --------------- | --------------- | --------------- | --------------- | --------------- | --------------- | ----------------------------- |
| 1999 | Watoosh!          | —               | —               | —               | —               | —               | —               | Släppt: 23 juli 1999 som Pezz |
| 2003 | Billy Talent      | —               | —               | 97 (2 veckor)   | —               | 194 (1 vecka)   | 6 (2 veckor)    | Släppt: 16 september 2003     |
| 2006 | Billy Talent II   | —               | —               | 1 (66 veckor)   | 46 (2 veckor)   | 134 (1 vecka)   | 1 (9 veckor)    | Släppt: 23 juni 2006          |
| 2009 | Billy Talent III  | —               | 28 (2 veckor)   | 2 (27 veckor)   | 35 (2 veckor)   | 107 (1 vecka)   | 1 (10 veckor)   | Släppt: 10 juli 2009          |
| 2012 | Dead Silence      | 52 (1 vecka)    | 26 (1 vecka)    | 1 (15 veckor)   | 23 (1 vecka)    | 135 (1 vecka)   | 1 (5 veckor)    | Släppt: 7 september 2012      |
| 2016 | Afraid of Heights | —               | —               | 1 (13 veckor)   | 23 (1 vecka)    | —               | 1 (7 veckor)    | Släppt: 29 juli 2016          |

### Livealbum

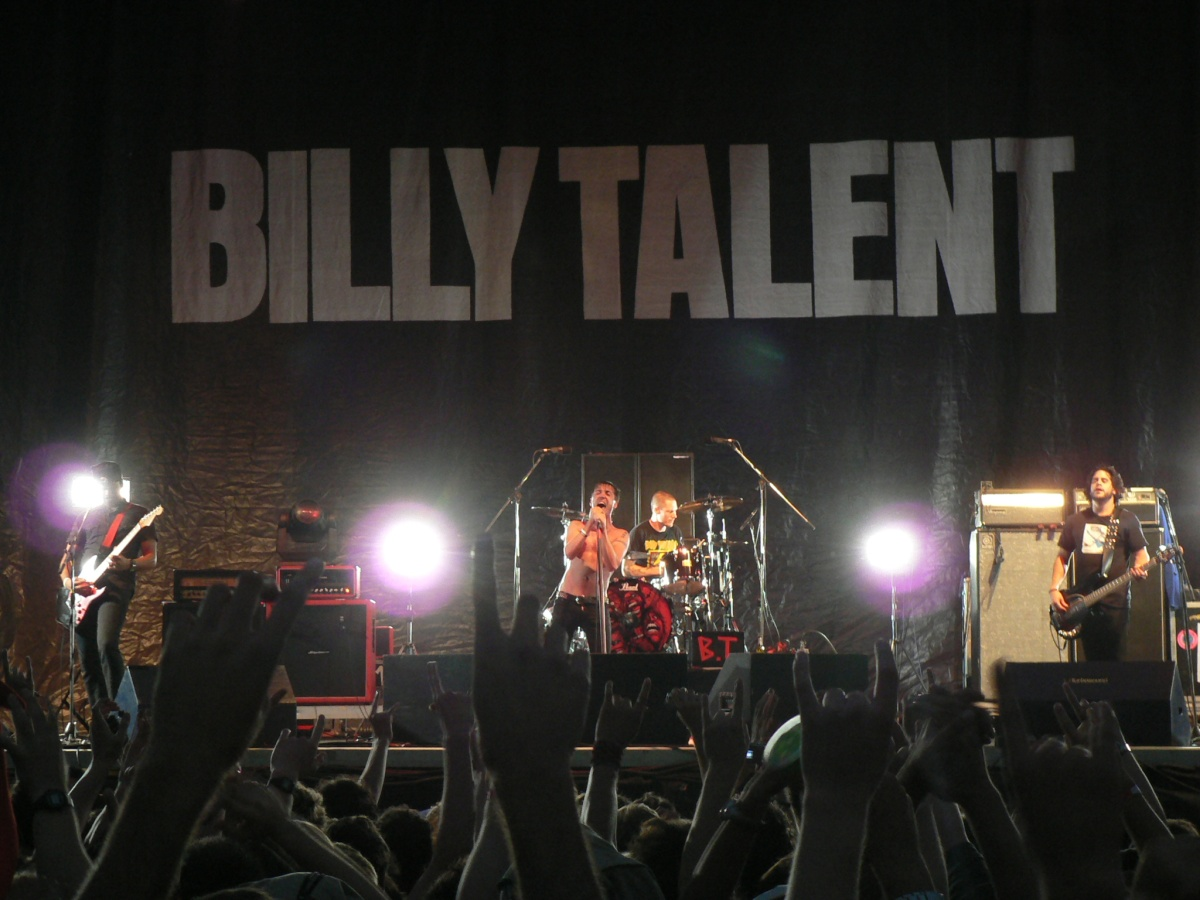
Billy Talent vid Rock Am See 2007.

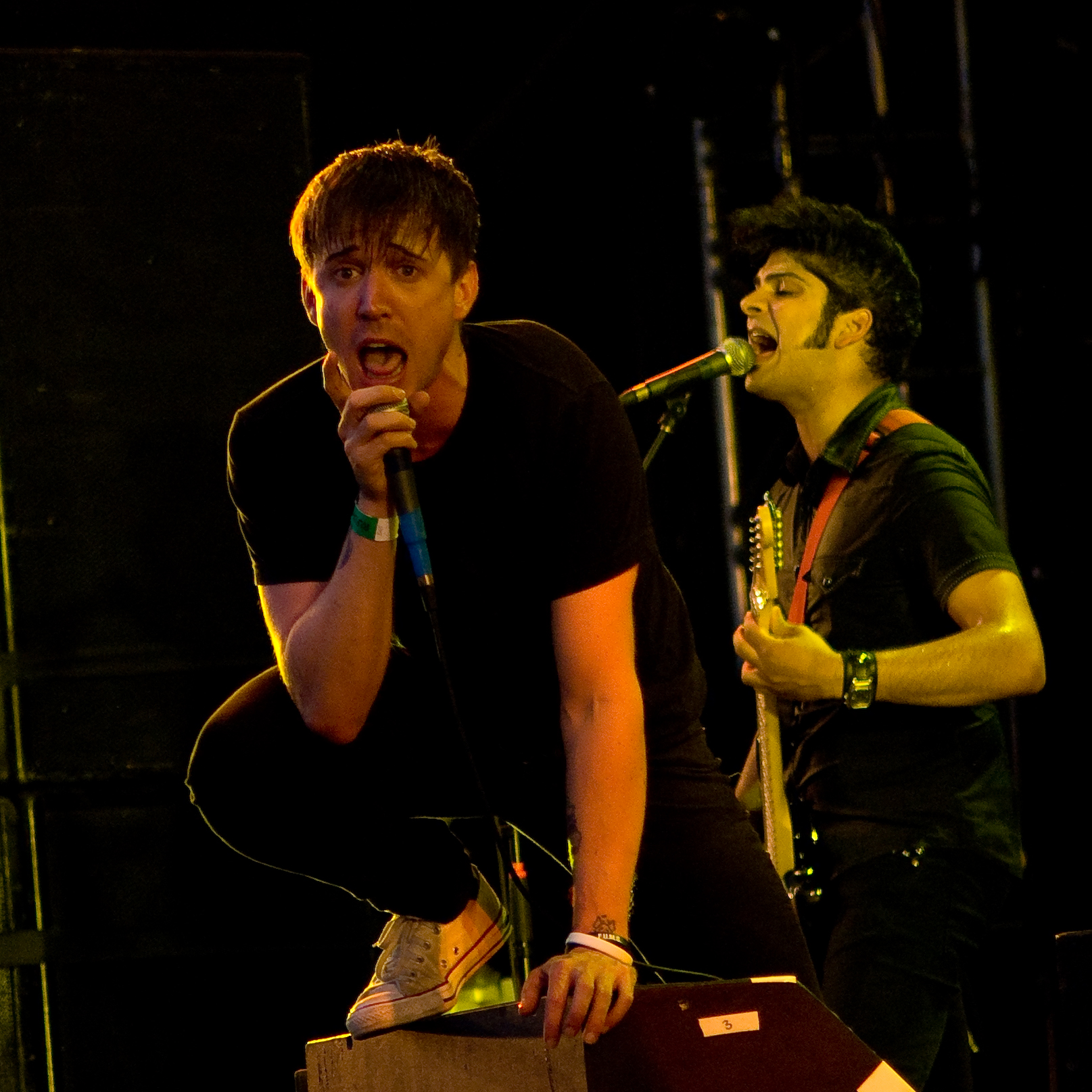
Billy Talent på Ruisrock 2007.

- 2006 – Live From the UK Sept. / 2006
- 2007 – 666

### EP
- 2001 – Try Honesty EP
- 2010 – iTunes Session

### Singlar
- 2003 – "Try Honesty"
- 2003 – "The Ex"
- 2004 – "River Below"
- 2004 – "Nothing To Lose"
- 2006 – "Devil In a Midnight Mass"
- 2006 – "Red Flag"
- 2007 – "Fallen Leaves"
- 2007 – "Surrender"
- 2008 – "Turn Your Back" (demo)
- 2009 – "Rusted From The Rain"
- 2009 – "Devil On My Shoulder"
- 2010 – "Saint Veronika"
- 2012 – "Viking Death March"
- 2012 – "Surprise Surprise"

### Samlingsalbum
- 2014 – Hits